# Katsuyuki Saito
Katsuyuki Saito (født 7. april 1973) er en tidligere japansk fodboldspiller.
Han har spillet for flere forskellige klubber i sin karriere, herunder Vegalta Sendai.